# Halmaherahabicht
Der Halmaherahabicht (Tachyspiza henicogramma, Syn.: Accipiter henicogrammus) ist ein Greifvogel, der endemisch auf der Insel Halmahera in den Molukken vorkommt.

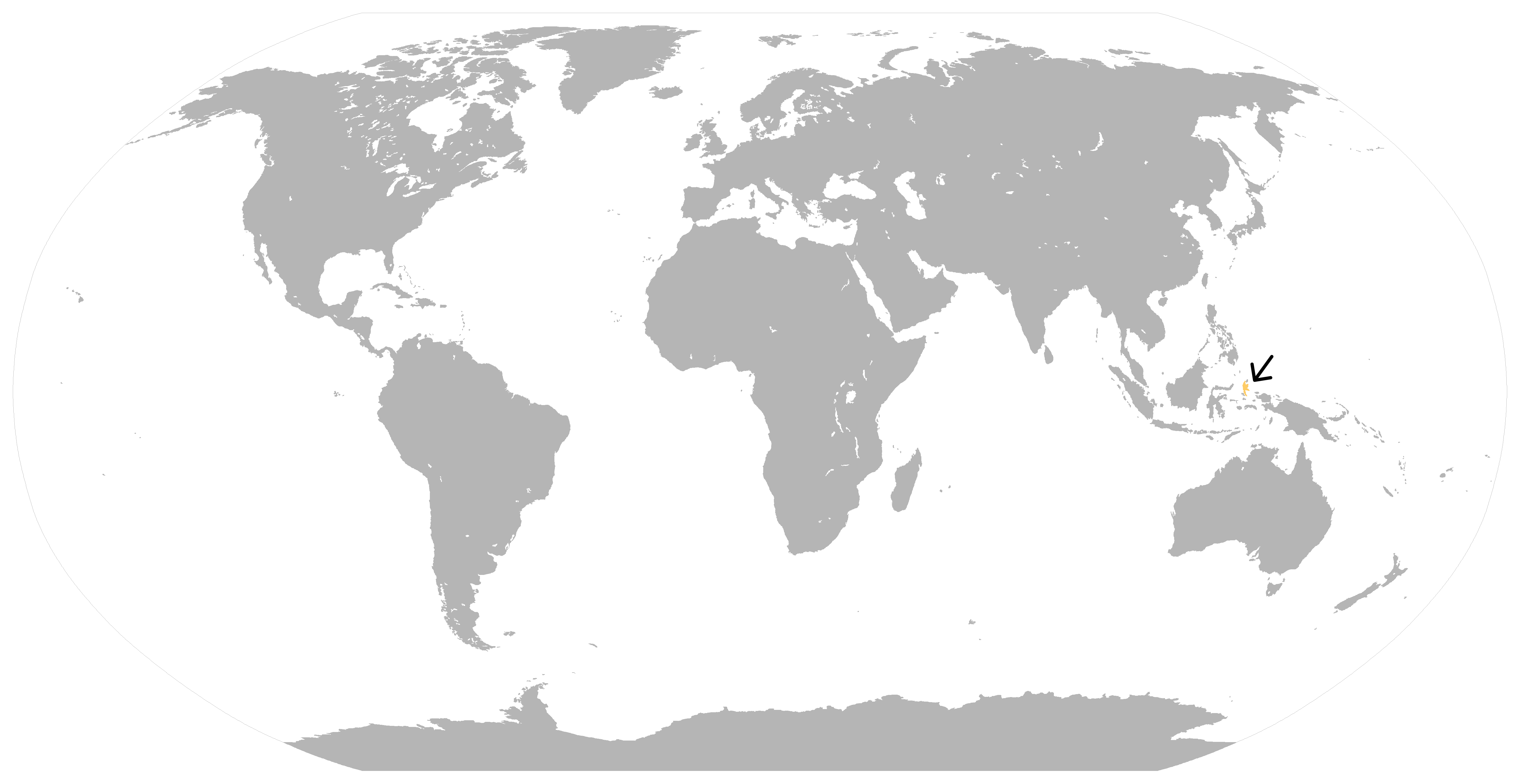
Verbreitungsgebiet (s. Pfeil: Insel Halmahera)

Der Lebensraum ist tropischer und subtropischer Tief- und Bergwald bis 1300 m Höhe.
Die Art wird mitunter als Unterart (Ssp.) des Bänderhabichts (Tachyspiza fasciatus) oder des Weißbrauenhabichts (Tachyspiza novaehollandiae) angesehen.
Der Artzusatz leitet sich von altgriechisch ἑνικος henikos, deutsch ‚einzigartig‘ und altgriechisch γραμμή grammē, deutsch ‚Linie‘ ab.

## Merkmale
Dieser Vogel ist 37 bis 48 cm groß, die Flügelspannweite beträgt 64 bis 75 cm. Er ist relativ groß, hat einen massigen Schnabel, ist auf der Oberseite dunkel schieferfarben und auf der Unterseite rotbraun mit diskreten dunkleren Schwanzbinden. Er ähnelt einigen Unterarten des Weißbrauenhabichts (Tachyspiza novaehollandiae), hat aber kurze, insbesondere gerundete Flügel, einen langen Schwanz und eher zierliche Füße. Das Weibchen ist größer. Iris und Beine sind gelb. Jungvögel sind ausgedehnt gebändert sowohl auf der Ober- als auch auf der Unterseite, der Kopf ist weiß gestrichelt, Rücken und Flügeldecken haben weiße Binden, Iris und Beine sind grünlich-blass.
Verwechslungsmöglichkeiten bestehen mit der Unterart Tachyspiza hiogaster griseogularis des Inselhabichts und dem Rotnackensperber (Tachyspiza erythrauchen). Ersterer ist blasser mit unterschiedlich deutlichem rotbraunen Krage und weniger weißer Bänderung, letzterer ist kleiner, deutlich kurzschwänziger mit weißer Kehle.
Die Art ist monotypisch.

## Stimme
Der Ruf wird als scharfe, ansteigende Folge von Pfeiftönen beschrieben.

## Lebensweise
Die Nahrung besteht aus Reptilien, kleinen Vögeln, kleinen Säugetieren und Insekten, die von verstecktem Ansitz aus plötzlich ergriffen werden. Zum Brutverhalten liegen keine Informationen vor.

## Gefährdungssituation
Die Art gilt als potentiell gefährdet (Near Threatened) aufgrund von Habitatverlust.